# Linaria depauperata
Linaria depauperata är en grobladsväxtart. Linaria depauperata ingår i släktet sporrar, och familjen grobladsväxter.

## Underarter
Arten delas in i följande underarter:
- L. d. depauperata
- L. d. hegelmaieri
- L. d. ilergabona